# Pseudobrookite
La pseudobrookite est une espèce minérale formée d’oxyde de fer et de titane de formule (FeIII,FeII)2(Ti,FeII)O5. Pouvant produire des cristaux prismatiques allongés sur [010] de 7 cm .

## Historique de la description et appellations

### Inventeur et étymologie
Décrite par le minéralogiste  hongrois Anton Koch (1843-1927) en 1878, le nom dérive du grec  ψευδής ="Pseudos" et du nom du minéral brookite.

### Topotype
Uroiu, près Deva, Comté de Hunedoara, Transylvanie, Roumanie.

## Caractéristiques physico-chimiques

### Cristallographie

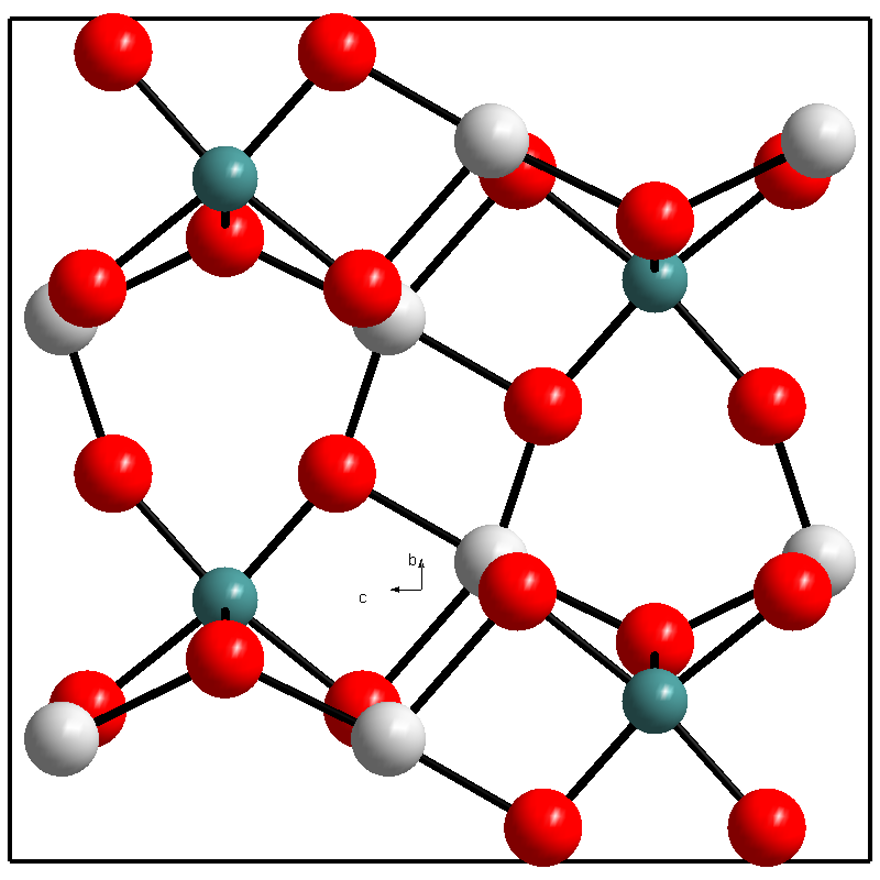
Structure cristalline de la pseudobrookite

- Paramètres de la maille conventionnelle : a = 9,77 Å, b = 9,95 Å, c = 3,72 Å, Z = 4[5] ; V = 362.12
- Densité calculée = 4,37

## Gîtes et gisements

### Gîtologie et minéraux associés
GîtologieSe trouve dans les roches magmatiques jeunes. Formée par des processus pneumatolytiques riche en titane : andésite, rhyolite, ou basalte.
Minéraux associésapatite, béryl, bixbyite, cassitérite, enstatite-orthoferrosilite, hématite, magnétite, micas, ilménite, quartz, tridymite, sanidine, spessartine, topaze.

### Gisements remarquables
- Allemagne

très nombreux gisements dans le Rhénanie-Palatinat - Eifel volcanique : Andernach, Bad Breisig, Daun, Gerolstein, Hillesheim, Kelberg, Manderscheid, Mayen, Mendig, Niederzissen, Polch, Ulmen.
- France

Mont Denise, Espaly-Saint-Marcel, Le Puy-en-Velay, Haute-Loire, Auvergne
Puy de Lemptégy, Saint-Ours-les-Roches, Pontgibaud, Puy-de-Dôme, Auvergne
Ravin des Chèvres (Rivaux Grands), Le Mont-Dore, Rochefort-Montagne, Puy-de-Dôme, Auvergne
- Italie

Monte Somma, Complexe volcanique Somma-Vésuve, Naples, Campanie Italie.
- Roumanie

Uroiu, près Deva, Comté de Hunedoara, Transylvanie (Topotype)

## Galerie (microphotographie) Eifel Allemagne

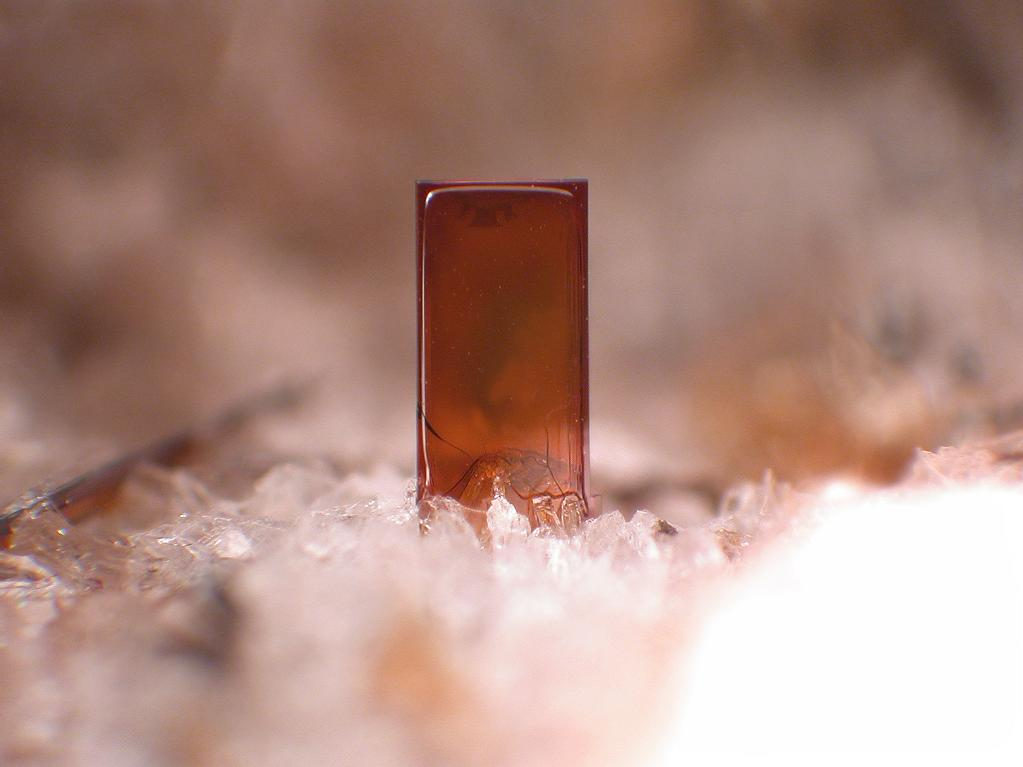
Cristal tabulaire brun -  (0,8 mm)
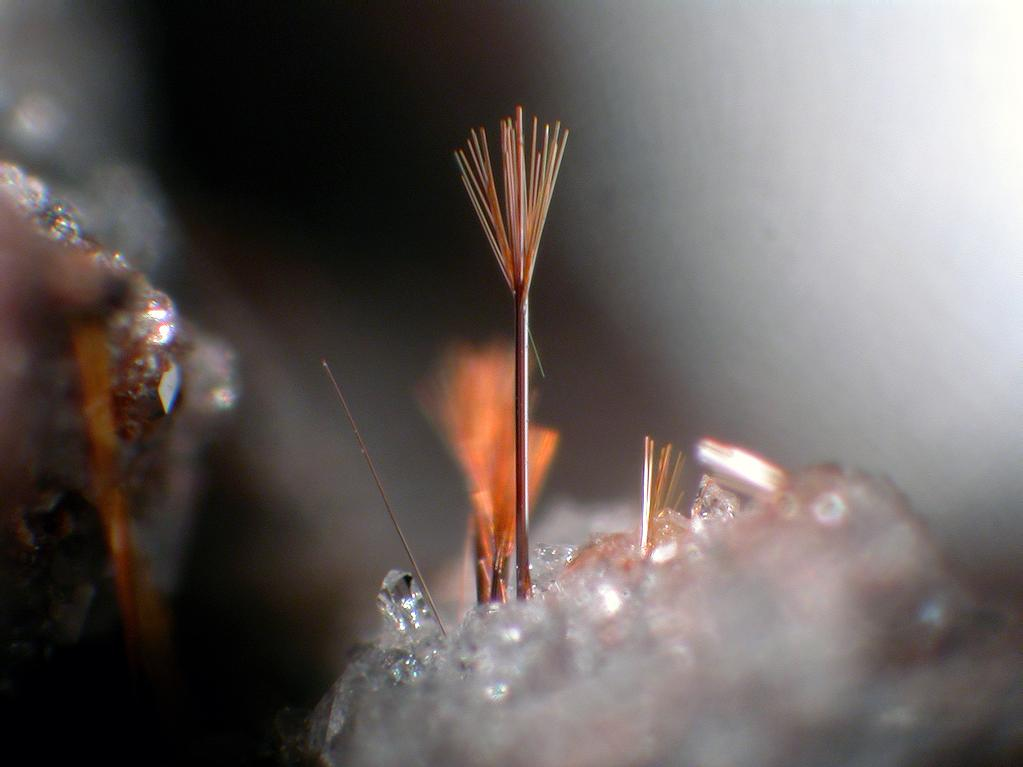
Habitus particulier - (0,9 mm)
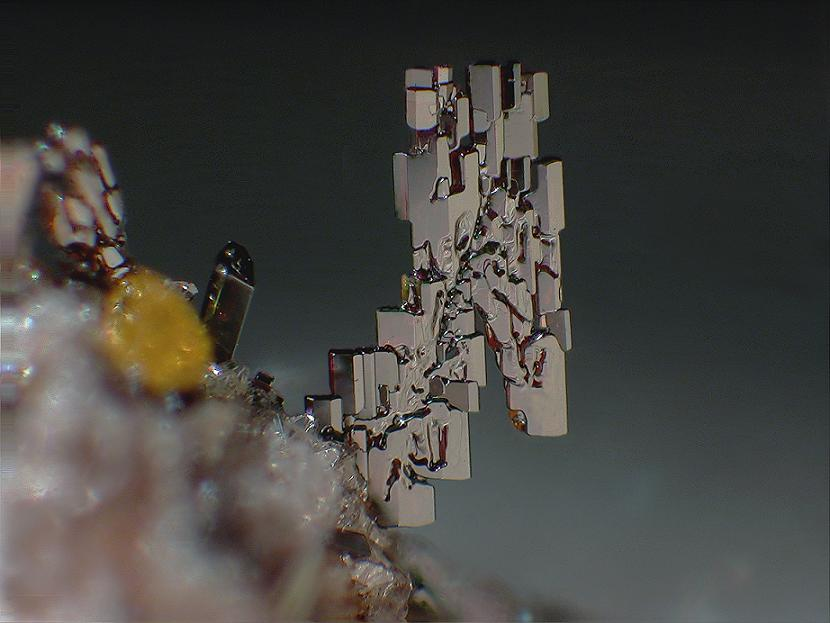
Habitus particulier - (2,5 mm)
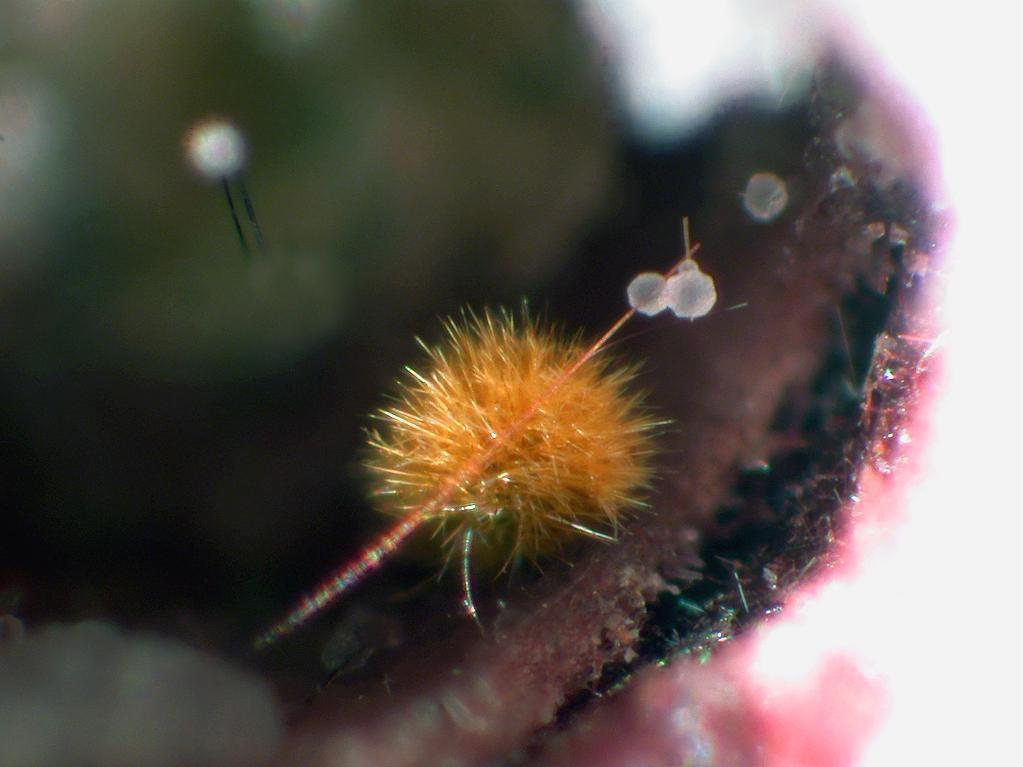
Habitus particulier